# Трошково (Нижегородская область)
Трошково — деревня в Тонкинском районе Нижегородской области. Входит в сельское поселение Пакалевский сельсовет.

## География
Находится на расстоянии примерно 22 километров по прямой на запад от районного центра поселка Тонкино.

## История
Известна с 1723 года. В 1870 году учтено дворов 31 и жителей 245, в 1916 127 и 632 соответственно. Тогда был развит лесной и пильщицкий промысел, была водяная мельница. Какое-то время существовала Петропавловская единоверческая церковь В период коллективизации здесь был создан колхоз «Красносормовский рабочий».

## Население
Постоянное население составляло 317 человек (русские 99 %) в 2002 году, 196 в 2010.